# Məmmədrzaküçə
Məmmədrzaküçə è un comune dell'Azerbaigian situato nel distretto di Masallı. Conta una popolazione di 534 abitanti.